# James McAulay
James McAulay (ur. 28 sierpnia 1860 w Bonhill, zm. 13 stycznia 1943) – szkocki piłkarz, bramkarz i okresowo napastnik, od sezonu 1881/1882 do sezonu 1886/1887 w klubie Dumbarton F.C., 25 marca 1882 roku w meczu Szkocja-Walia, grając jako napastnik, strzelił gola. Jest pierwszym bramkarzem w historii, który zdobył bramkę.